# Station Podlesie
Station Podlesie is een spoorwegstation in de Poolse plaats Podlesie.